# نفرین‌شدگان (فیلم ۲۰۲۴ پالسون)
نفرین‌شدگان (انگلیسی: The Damned) یک فیلم ترسناک و معمایی محصول سال ۲۰۲۴ به کارگردانی توردور پالسون می‌باشد. این فیلم توسط جیمی هانیگان بر اساس داستانی از پالسون نوشته شده است. جو کول و اودسا یانگ در این فیلم نقش آفرینی می‌کنند.

## چکیده داستان
- در طول یک زمستان سخت در قرن ۱۹، ساکنان یک پاسگاه ساحلی دورافتاده شاهد یک کشتی غرق شده بودند.[۲]
- یک بیوه قرن نوزدهمی باید انتخابی غیرممکن داشته باشد، زمانی که در یک زمستان به خصوص بی‌رحمانه، یک کشتی خارجی در سواحل دهکده ماهیگیری ایسلندی او غرق می‌شود.

## شرح داستان
اوا، بیوه‌ای جوان در قرن نوزدهم، یک پایگاه ماهیگیری زمستانی دورافتاده را در خلیج سردسیر شمالگان اداره می‌کند؛ جایی که پس از مرگ همسرش مگنوس در یک کشتی‌شکستگی روی صخره‌هایی به‌نام «دندان‌ها» به ارث برده است. این پایگاه که با روستای نزدیک فاصله دارد و تنها از مسیر کوهستانی پوشیده از برف قابل دسترسی است، با زمستانی سخت و ذخایری رو به پایان روبه‌روست. اوا و خدمه‌اش، به رهبری سکان‌دار کشتی، راگنار، برای بقا ناچار به خوردن طعمه‌های ماهیگیری شده‌اند، چرا که صیدشان روز به روز کمتر می‌شود.
یک بامداد، آن‌ها شاهد غرق‌شدن کشتی دیگری در نزدیکی دندان‌ها می‌شوند، اما با توجه به کمبود منابع، اوا با بی‌میلی می‌پذیرد که بازماندگان را به حال خود رها کنند.
ساعاتی بعد، بشکه‌ای حاوی گوشت خوک نمک‌سود از لاشهٔ کشتی به ساحل می‌رسد و اوا تصمیم می‌گیرد در یک عملیات خطرناک شبانه برای یافتن آذوقه بیشتر، خدمه را رهبری کند. آن‌ها صندوقی شامل روغن چراغ و براندی پیدا می‌کنند، اما با بازماندگان ناامیدی روبه‌رو می‌شوند که به صخره‌ها چسبیده‌اند. هنگامی‌که بازماندگان تلاش می‌کنند سوار قایق کوچک خدمه شوند، آشوبی درمی‌گیرد و در کشاکش درگیری، راگنار به دریا کشیده می‌شود. خدمه ناچار می‌شوند او را رها کرده و فرار کنند. با این حال، با منابع ناچیز و یأس فزاینده به پایگاه بازمی‌گردند.
روز بعد، اجساد کشتی‌شکستگان به ساحل می‌رسد و اتفاقات عجیبی آغاز می‌شود. در شکم یکی از اجساد، مارماهی‌های زنده پیدا می‌شود. خدمه که داستان‌های فولکلور شمالی دربارهٔ «دروگر»‌ها (ارواح خبیثهٔ برخاسته از خشم و نفرت) را به یاد دارند، احتیاط می‌کنند تا از برخاستن آن‌ها جلوگیری کنند. اما اوا دچار رؤیاها و توهم‌های پررنگی از چهره‌ای تاریک می‌شود و هلگا، زنی خرافاتی، هشدار می‌دهد که تنها راه پایان دادن به رنج این موجودات، سوزاندن آن‌هاست.
پس از مدتی آسایش موقت با صیدی موفق، فاجعه‌ای تازه رخ می‌دهد: ماهی‌های ذخیره‌شده ناپدید می‌شوند و هلگا هم ناپدید می‌شود. خدمه ردپای او را تا محل دفن اجساد دنبال می‌کنند و در آنجا تابوتی خالی پیدا می‌کنند. هراس و هذیان بر گروه چیره می‌شود و تنش‌ها به درگیری‌های خشونت‌آمیز میان اعضای باقی‌مانده می‌انجامد. اوا، که مصمم است این تهدید را پایان دهد، برای رویارویی با دروگر راهی می‌شود.
شکار اوا به بهایی سنگین تمام می‌شود؛ مه سنگین محل دفن، یکی دیگر از اعضای خدمه را می‌بلعد و هلگا یخ‌زده و مرده پیدا می‌شود. در کلبه، دانیل که تسخیر شده، به دیگران حمله می‌کند و سپس خودکشی می‌کند. سرانجام، اوا با دروگر روبه‌رو می‌شود. آن موجود کریه‌المنظر او را به نبردی پایانی می‌کشاند، اما اوا با شلیک گلوله او را از پا درمی‌آورد، کلبه را به آتش می‌کشد و می‌گریزد، درحالی‌که گمان می‌کند کابوس به پایان رسیده است.
اما فلاش‌بکی حقیقت را آشکار می‌کند: دروگر درواقع یکی از بازماندگان ناامید آن کشتی‌شکستگی بود که به زبان باسکی سخن می‌گفت. او با دادن یک ساعت جیبی طلایی از اوا تقاضای کمک و بخشش می‌کرد. اوا که سخنانش را نمی‌فهمید، به او شلیک کرد، ساعت را برداشت و جسدش را به آتش کشید.

## ساخت
فیلمبرداری این پروژه در سال ژانویه ۲۰۲۳ در ایسلند انجام شد و پروژه در بهار ۲۰۲۳ وارد مراحل پس از تولید شد.

## انتشار
اولین نمایش جهانی این فیلم در جشنواره فیلم ترایبکا ۲۰۲۴ در ۶ ژوئن ۲۰۲۴ بود. پیش از آن، ورتیکال حقوق پخش فیلم در آمریکای شمالی را به دست آورد و قصد داشت آن را بعداً در سال ۲۰۲۴ منتشر کند. این فیلم قرار است در تاریخ ۳ ژانویه ۲۰۲۵ در سینماها اکران شود.